# Rhodometra roseata
Rhodometra roseata là một loài bướm đêm trong họ Geometridae.